# Гокай-пойнт
Гокай-пойнт — височина висотою 509 м н.р.м., яка є найвищою точкою в американському штаті Айова. Височина лежить в окрузі Оссеола, недалеко від кордону з Міннесотою. Вся територія навколо Гокай-пойнт використовується для сільського господарства, що є однією з причин, чому на вершині стоїть силосна вежа з зерном. Найвища точка штату Айова позначена маркером і навіть має реєстраційну книгу. Пагорб височіє всього лише на 20 метрів над його оточенням.

## Індивідуальні посилання
- summitpost.org [Архівовано 15 травня 2021 у Wayback Machine.]